# Токраунская волость
Токраунская волость — упразднённая волость Российской империи в Каркаралинском уезде Семипалатинской области, на территории современного Казахстана.

## История
Создан путем деления Альтеке-Сарымовской волости на Токраунскую и Нуринскую волости в 1878 году.
В октябре 1923 года, на основании постановления ЦИК КазАССР от 5 июля 1923 года объединен с Нуринской, Акчатавской и Чулымской в Кедейскую волость.

## Население

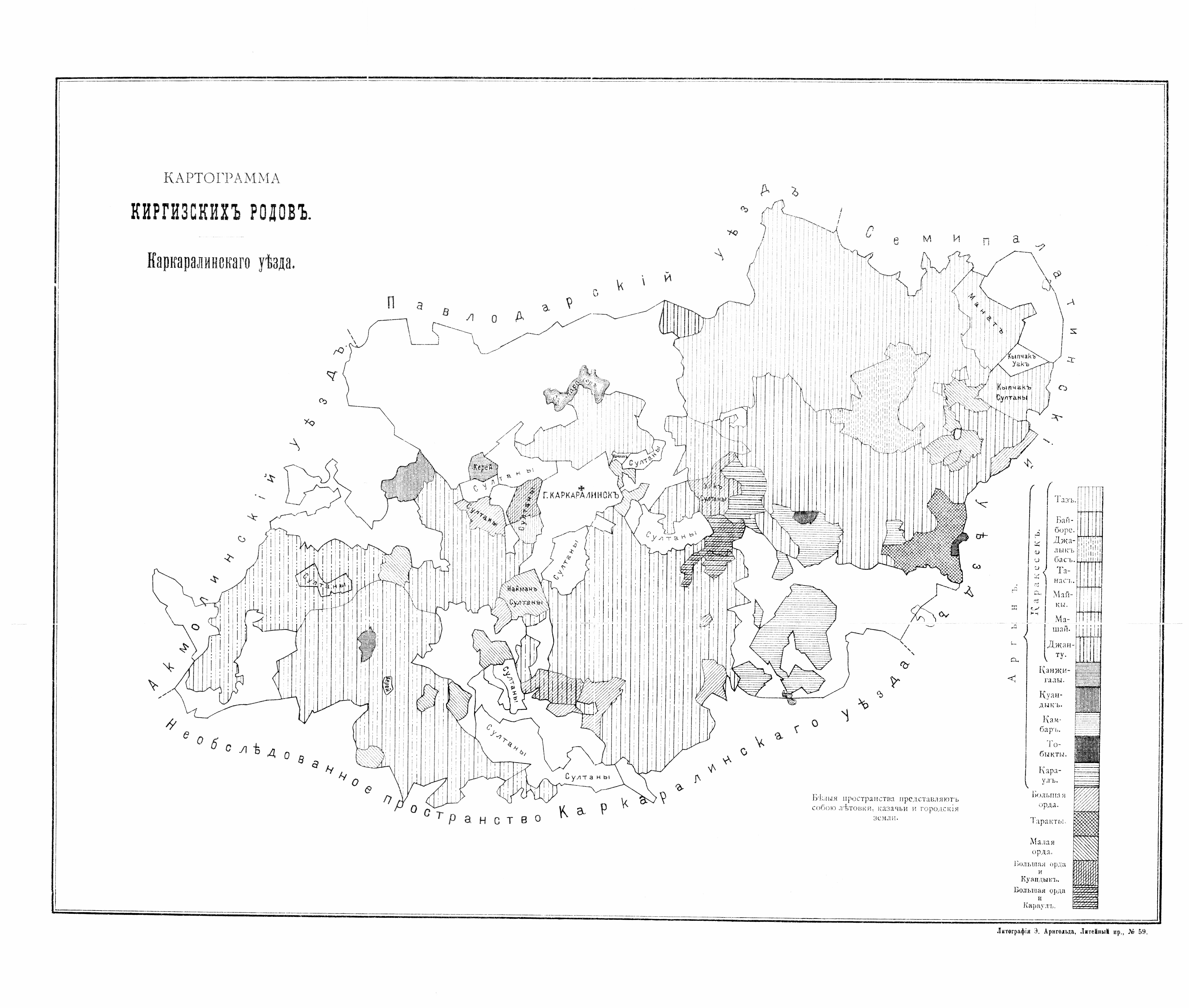
Картограмма киргизских родов Каркаралинского уезда 1905

Население составляет в основном подроды Сарым (62,9 %) и Альтеке (34,8 %) рода Каракесек племени Аргын. Численность кибиток отделении подродов Сарым и Альтеке на 1884 год:
- Кожегул — 200 (Сарым)
- Кулук — 200 (Сарым)
- Утемис — 413 (Сарым)
- Койкель — 200 (Альтеке)
- Атамбек-Джарас — 250 (Альтеке)
- Султаны Букейхановы — 30
- Всего 1293[5][6]

### Генеалогия
Аргын — Каракесек — Түйте — Майқы:

| Әлтеке 1. Қойкөл 2. Атамбек-Жарас | Сарым (только те что в этой волости) 1. Өтеміс 1. Құлық 2. Көшкін 3. Қожағұл |

- Токраунская волость на «Родоводе». Дерево предков и потомков

## Территория

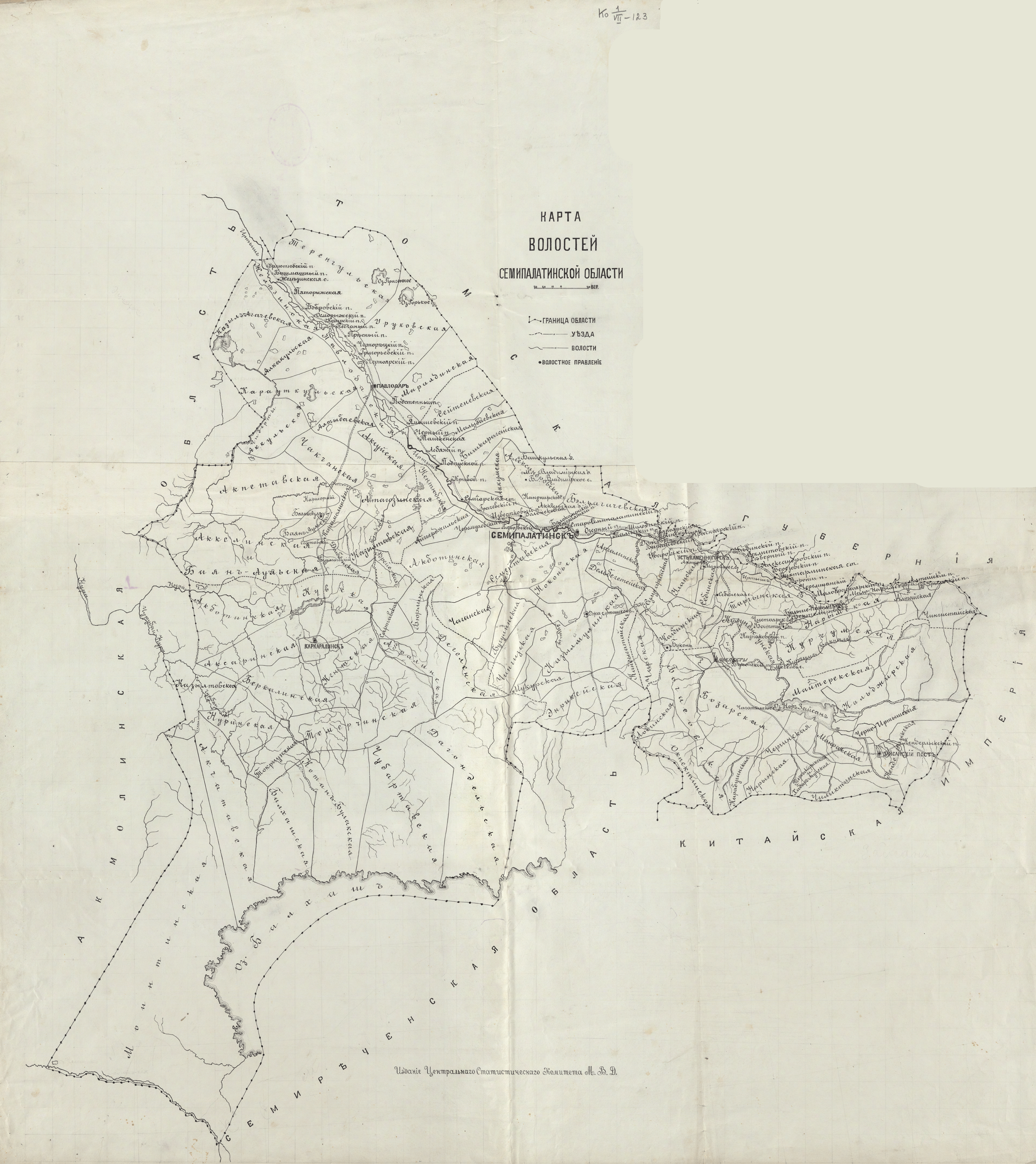
Карта волостей Семипалатинской области 1893 года

Волость находилась на территории современного Шетского района и Актогайского района.

## Административное деление
Делилась на 10 административных аулов 1898г:
| Название административного аула | Число хозяйственного аула | Численность населения (1905) |                  |
| ------------------------------- | ------------------------- | ---------------------------- | ---------------- |
| 1                               | 39                        | 672                          |                  |
| 2                               | 34                        | 461                          |                  |
| 3                               | 59                        | 844                          |                  |
| 4                               | 91                        | 947                          | Атамбек          |
| 5                               | 78                        | 922                          |                  |
| 6                               | 47                        | 653                          |                  |
| 7                               | 62                        | 828                          | Жалантос, Тангат |
| 8                               | 61                        | 915                          |                  |
| 9                               | 29                        | 337                          |                  |
| 10                              | 31                        |                              |                  |
| Всего                           |                           |                              |                  |

## Руководители
По приказу Семипалатинского генерал-губернатора за 3 декабря 1871 года волостным Альтеке-Сарымовской волости назначен на 3 года избранный населением Малыбай Байгутдинов, заместителем — Ербекей Машаков. Народные судьи (бии) в аулах: Жуванай Атагаев, Кузембай Саумалов, султан Отаров, Когабай Джантаев, Кенеш Куркунбаев, Кайрап Тюбетев, Алтынбай Тургунбаев, Саттыбай Кугольбаев, Токмет Кренчин (уволен 04.03.1893), Божбан Кужуков, Жолдаспай Модца-жанов и Кушук Оспанов. Бии аула № 2 Джаназар Сарин умер 6 февраля 1879 года, Кенеш Куркунбаев — 4 июля 1878 года, его заменил Нургали Бегалин.
В 1879 году в Российской империи собирали средства на «приобретение морских судов добровольческого флота». По Токраунской волости деньги внесли: К. Саумалов — 15 рублей, султан Дайр Газин — 10 рублей, Акубаев — 10 рублей, Бельжанов — 8 рублей, Нуралы Тналин — 5 рублей, братья Медеубай и Куват Балапаковы — 34 рубля.
В 1884—1886 годы Токраунской волостью руководили Ербекей Машаков и его заместитель Шомен Машаков, с 4 сентября 1887 года — Бекманбет Бектасов и Мамбеткул Былгимбаев. В эти шесть лет состав народных судей был стабильным. На два срока избраны по аулам: № 1 — Баймурза Тленчин, № 2 — Абдирбай Беккулин, № 3 — Жиен-кул Кожаназаров, № 5 — Мерген Тлеубергенев, № 6 — Божнов, Баеш Куватов, Мерген Тлеубергенев, № 6 — Божбан Кужуков, № 7 — Жолдаспай Молдажанов, № 8 — султан Кенисары Худаймендин.
Потомственный дворянин, султан Дайр Разин Степным генерал-губернатором награждён «серебряным вызолоченным стаканом» по приказу от 18 июня 1892 года.
С 19 сентября 1892 года волостным был назначен Машак Жангабеков, который умер 11 января 1894 года. Его место занял Мерген Тлеубергенев с заместителем Шоменом Машаковым. Народные судьи в аулах: № 1 — Баймурза Тленчин, № 2 — Тлеубай Данияров, № 3 -Топал Баймухаметов и Жиенкул Кожаназаров, № 4 — Кали Итекин, № 5 — Муса Торежанов, № 6 — Бабажан Кожуков, № 7 — Жолдаспай Молдажанов, № 8 — Интыкбай Мынгабаев.
В 1893 году на содержание сирот и бесприютных стариков Машак Жангобеков (?) передал 5 руб., аксакал Ербикеев — 2 руб.
С 16 сентября 1895 года волостным был утвержден Балканбай Шонбаев, заместителем — Тойганбай Балжанов. Народные судьи в аулах: № 1 — Баймурза Тленчин, № 2 — Ю. Попов), медицинскую помощь оказывали фельдшеры Т. Чингизов и К. Бердыбеков.
С 5 декабря 1898 года на посту волостного — Сеиткали Балканбаев при заместителе Хамите Культебаеве. Народные судьи в аулах: № 1 — Ибрай Баймурзинов, № 2 — Абдирбай Беккулин, № 3 — Жиенкул Кожаназаров, № 4 — данных нет, № 5 — Ежебай Анеров, № 6 — Божбан Кожуков, № 7 — Жолдаспай Молдажанов, № 8 — Кенисары Худаймендин, № 9 — Муса Торежанов, № 10 — Бижан Бекшин.
Перепись 1898 года выявила 19 хозяйств, которыми владели потомки султана Букейхана. Это Нурмухамед Букейханов, Кока Урстемов, Абдыхан Мурзатаев (все — аул № 7), Джангыр Бабаханов, Шалахан Бабаханов, Мухамедхан Даиржанов, Мухамеджан Даирханов, Хасен Ханхожин, Куттыбай Кунжанов, Хамза Омыров, Гали Сыздыков, Нурыш Кашимов, Жанторе Худаймендин, Шокбар Абеуов, Еркеш Худаймендин, Абжан Оспанов, Сбитым Оспанов, Кучук Оспанов (все — аул № 8).
По переписи 1898 года в Токраунской волости 10 аулов, 1358 кибиток (хозяйств), из которых 140 селения. Длину пещеры определили в сто шагов, внутри пещеры — водоем, в глубине пещеры — отверстие небольшого радиуса.
Народные выборы волостного управителя, его заместителя и народных судей на 1902—1904 годы (начало голосования 24.10.1901) отмечены большими разногласиями среди избирателей. Первоначально волостным был избран Баеш Куватов. С 15 марта 1902 года его отстранили от должности по уголовной статье. Сменил его Алтынбек Косубаев, но и его отстранили 24 декабря 1903 года. С 25 июня 1904 года оставили должности народные судьи аулов № 1 Баймурза Тленчин, № 6 Божбан Кожуков, № 7 Жолдаспай Молдажанов и № 9 Муса Торежанов. К концу 1904 года состав биев Токраунской волости выглядел так: № 1 — Ибрай Баймурзинов, № 2 — Абдирбай Беккулин, № 3 — Жиенкул Кожаназаров, № 4 — Арыстанбек Тасыбаев, № 5 — Омарбай Башкенов, № 6 — Нугман Божбанов, № 7 — Жангыр Бабаханов, № 8 — Муса Жанабаев и № 9 — Майбасар Тышпеков. Волостным показан Шайкен Машаков.
В 1904—1905 годах по всей Степи шел сбор средств в пользу Каркаралинского попечительства о вдовах и сиротах и в пользу воинов, призванных на Дальний Восток. Шайкен Машаков передал 10 рублей.
Телеграмму в Санкт-Петербург 22 июля 1905 года от жителей волости подписали Ахмет Бекмембетов и Шангарбай Сатанов.
В мае 1906 года по волости утверждены кандидатуры выборщиков, обязанных доверием народа голосовать за избрание члена Государственной думы от Семипалатинской области. Выборщиками стали Токмет Кренчин 54 лет (аул № 4) и Алихан Букейханов (аул № 7). Позже А. Букейханова заменил Нурмухан Былгынбаев, 39 лет (аул № 2).
С 5 июля 1905 года волостью управляли Шайкен Машаков с заместителем Конкушем Машаковым. Списки народных судей и их заместителей по аулам: № 1 — Баймурын Анаев (Онаев) и Узбак (Уз-бай) Анаев, № 2 — Мухамбет Чамбаев и Абдильда Беккулин, № 3 — Тойгамбай Балжанов и Базыл Тойгамбаев, № 4 — Карымбай Малаев и Омар Нурланов, № 5 — Салык Дарменев и Сагадий Дарменев, № 6 -Кыгылас Кенешев и Ныгыман Божбанов, № 7 — Мустафа Дюйсембин и Байторе Жалмухамбетов, № 8 — Интыкбан Кожуков и Касым Кенешев, № 7 — Мустафа Дюйсембин и Сланбек Бектангожин, № 8 — Ермекбай Мынгоев и Ахмет Карачуков, № 9 — Махамбет Коршунбаев и Мейбасар Тышкенев, № 10 — Ахметжан Бекмухаметов и Досымбек Бекмухаметов.
С 26 мая 1911 года волостным избран Галиахмет Мамбеткулов, заместителем — Жанкаш Бабаков. Списки народных судей и их заместителей по аулам: № 1 — Садвокас Лукпанов и Естек Кудияров, № 2 — Абдирбай Беккулин и Абдильда Беккулин, № 3 — Хамит Культебаев и Базыл Тойгамбаев, № 4 — Арыстанбек Тасыбеков и Малыбек Чобаев (Шалбаев), № 5 — Чиныбай Мергенев и Смагул Балгабеков, № 6 — Шайкен Машаков и Абдильда Машаков, № 7 — Жусуп Чеченбаев (Шешенбаев) и Скак Давлетов, № 8 — Интыкбай Мынгоев и Жар Сейкымов (?), № 9 — Шагырбай Кийсыков и Алпысбай Акынов (?), № 10 — Досымбек и Ахметжан Бекмухаметовы.
С 12 декабря 1913 года волостным был избран Карибек Косубаев, заместителем — Галиахмет Мамбеткулов. Списки народных судей и их заместителей по аулам: № 1 — Садвокас Лукпанов и Тоганбет (?) Алшибеков, № 2 — Абдирбай Беккулин и Абдильда Беккулин, № 3 — Хамит Культебаев и Бакыр Кулейбаев (Кулунбаев), № 4 — Карымбай Малаев и Жусуп Арыстанбеков, который 20 июня 1914 года заменен на Омара Нурланова (Нуржанова), № 5 — Саттыбай Арыстанбеков и Балгаз Салимбаев, № 6 — Мангабыл Машаков и Жангобыл Машаков, № 7 — Жусуп Чеченбаев (Шешенбаев) и Скак Давлетов, № 8 — Ахмет Аманов и Мукаш Аманов, № 9 — Шагырбай Кийсыков и Кожахмет Коршунбаев, № 10 — Досымбек Бекмухаметов — Тан…(?) Рамазанов, № 11- Азимхан Токметов и Таныбек Жакупов.
16 октября 1919 года управляющий Семипалатинской областью «для дослужения трехлетия 1917—1919 годов» утвердил волостным Баймагамбета Рыспекова. Дайр Газин, Баймурын Иманов, Арытанбек Даулетбаев, Дюсенбай Торгаев, Жакай Актаев, Кенеш Куркунбаев, Жамансары Данияров, Джандер Булемесов, Кайрат Тюбетев, Дукенбай Чонбаев. Муллой был утвержден Чинхожа Толегенов. Эти данные приведены в газете «Семипалатинские областные ведомости» за 27 января 1872 года. На время следствия с 27 января 1876 года временно отстранены от должностей Кузембай Саумалов и Дукенбай Чонбаев. В 1878—1880 и 1881—1883 годы Токраунской волостью руководили Ербекей Машаков и Кульчибай Саумалов (заместитель). Из народных судей по два срока отслужили Баймурза Тленчин и Арыстанбек Балкымбаев, по одному трехлетию — Кенисары Худаймендин, Кожан бан Кужуков, № 8 — султан Кенисары Худаймендин. Одно трехлетие в должности провели Косубай Утепбергенов (аул № 4), Бекмухамбет Бекпасов и Жолдаспай Молдажанов (аул № 7). Бий аула № 4 Токмет Кренчин был отстранен от должности по подозрению в краже лошадей. В августе 1889 года султаны Букейхановы пострадали от большого пожара. На 1890—1892 годы волостным избрали Беркына Байбулова, который уже 12 ноября был отстранен «за бездеятельность». Волостным стал Баймурын Анаев, заместителем с 10.01.1891 -Аликей Бекпасов. Народные судьи в аулах: № 1 — Баймурза Тленчин, № 2 — Абдирбай Беккулин, № 3 — Жиенкул Кожаназаров, № 4 — Косубай Утепбергенов, № 5 — Муса Торежа — Абдирбай Беккулин, № 3 — Жиенкул Кожаназаров, № 4 — Искак Кренчин (умер 27 июня 1897 года), его заменил Косубай Утепбергенов, № 5 — Баеш Куватов, № 6 — Божбан Кожуков, № 7 — Жолдаспай Молдажанов, № 8 — Интыкбай Мынгабаев, № 9 — Муса Торежанов, № 10 — Ахметжан Балгамбетов.
С 12 октября 1907 года волостным избран Кульмагомбет Жиенкулов, заместителем — Сеиткали Дукенбаев. Списки народных судей и их заместителей по аулам: № 1 — Кульназар Сарин и Баймурын Анаев, № 2 — Абдирбай Беккулин и Саттыбай Байбулаев, № 3 — Хамит Культебаев и Нур Бейсембаев, № 4 — Ахметбек Косубаев и Садвокас Токметов, № 5 — Изат Медетбаев и Изатулла Медетбаев (?), № 6 — Божным Баймагамбета Рыспекова. Списки народных судей и их заместителей по аулам: № 1 — Баймагамбет Скаков и Узбай Анаев, № 2 — Абдирбай Беккулин и Рахимжан Абдирбаев, № 3 — Хамит Культебаев и Бакыр Кулунбаев, № 4 — Омар' Нуржанов и Тоимбет Шанбаев, № 5 -Абылкан Саржанов и Балгаз Салимбаев, № 6 — Малгабыл Машаков и Жангобыл Машаков, № 7 — Адамбек Мухамадиев и Жарылгап Бекмагамбетов, № 8 — Ахмет Аманов и Мукаш Аманов, № 9 — Хасен Ибраев и Иса Итаев, № 10 — Жусупбек Бекмухаметов и Жунус Корумбаев, № 11 — Азимхан Токметов и Садыхан Токметов. К 1914 году из жителей Токраунской волости домовладение в Каркаралах имел Жусупбек Асанов.

## Делегаты 1917 года
Уполномоченные (делегаты) от волости на 6 марта 1917 года: Асанов Юсупбек, Букейханов Смахан;
Членами Совета уездного комитета избрать от волостей: Шокобаев Жунус, Мамбетов Сарбас;

## Уроженцы
- Букейханов, Алихан Нурмухамедович

## Представители
Альтеке:
- Акишев, Токиш Акишевич
- Дартаев, Айдын Батырланович Жидебай
- Жунусов, Рымбек Жунусович[11]

Сарым:
- Нуринская волость (Семипалатинская область)#Представители